# Спориус, Алексей Эмильевич
Алексей Эмильевич Спориус (1907—1978) — инженер, лауреат Сталинской премии.

## Биография
Родился 29 января 1907 года в Казани. Брат — Спориус, Андрей Эмильевич.
Окончил Казанский государственный университет, химический факультет (1930).
С 1929 по 1937 год работал на заводе № 40 им. В. И. Ленина (Казань): инженер-химик, начальник мастерской № 5.
Арестован 8 июля 1937 г. Обвинение: 58, п. 7, 58, п. 9, 58, п. 11. («участник троцкистской, террористической, диверсионно-вредительской организации, подрыв оборонной мощи»). Военной Коллегией Верховного Суда СССР 31 мая 1940 г. приговорен к 10 годам лишения свободы. Работал главным конструктором ОТБ (Особом техническом бюро)-98 в 4 спецотделе НКВД («пороховая шарашка», п. Дзержинский Московской области). С декабря 1941 года — на заводе № 512 в г. Молотов (производство пороха). Освобождён 13.8.1943 со снятием судимости, продолжил работу в прежней должности.
В 1945—1948 гг. начальник технического отдела 3-го Главного управления НКБ. В 1948—1951 гг. работал в Энергетическом институте, с 1951 г. в институте горючих ископаемых Академии наук.
В 1962—1977 гг. руководитель группы НИИ-125 (п/я 14, с 1966 г. Научно-исследовательский химико-технологический институт, НИХТИ).

## Награды и звания
- Сталинская премия 1946 года — за коренное усовершенствование технологии производства порохов.
- Орден Трудового Красного Знамени.